# Coliseum-Oakland International Airport Line

Kaart van het BART-netwerk op weekdagen en zaterdag overdag. De Coliseum-Oakland International Airport Line is beige gekleurd.

De Coliseum-Oakland International Airport Line of BART to OAK line is de zevende metrolijn van het Bay Area Rapid Transit-netwerk (BART), dat San Francisco met de rest van de Bay Area verbindt.
De lijn verbindt station Coliseum dat bediend wordt door Amtrak en de 'groene-', 'blauwe-' en 'oranje-' lijn met station OAK Airport op de Internationale luchthaven van Oakland. De lijn is 5,1 kilometer lang en heeft geen tussenstations. Verder is de lijn volledig aangelegd op verhoogde sporen.

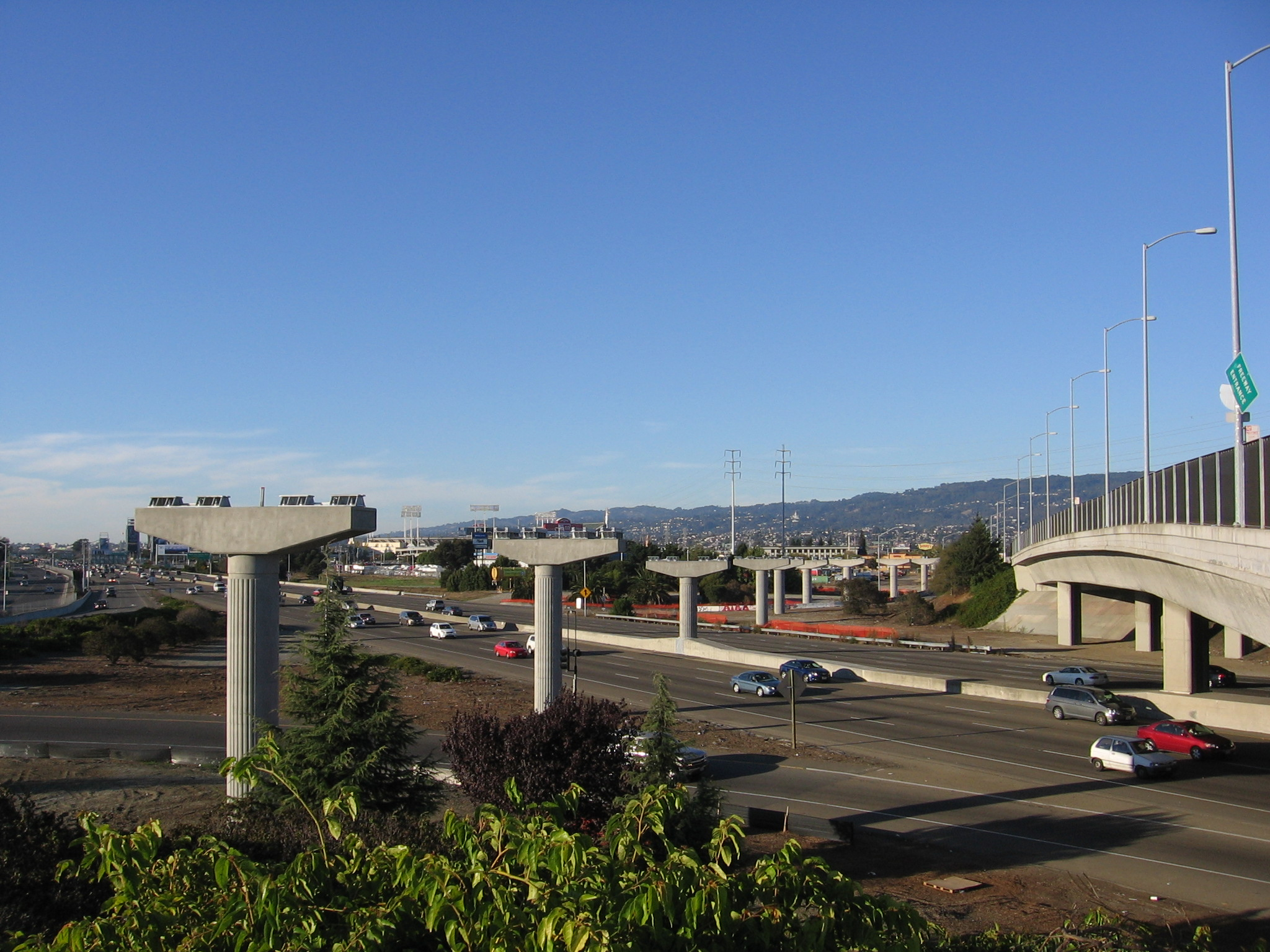
Aanleg van de verhoogde spoorlijn voor de Oakland Airport Connector (oktober 2012)
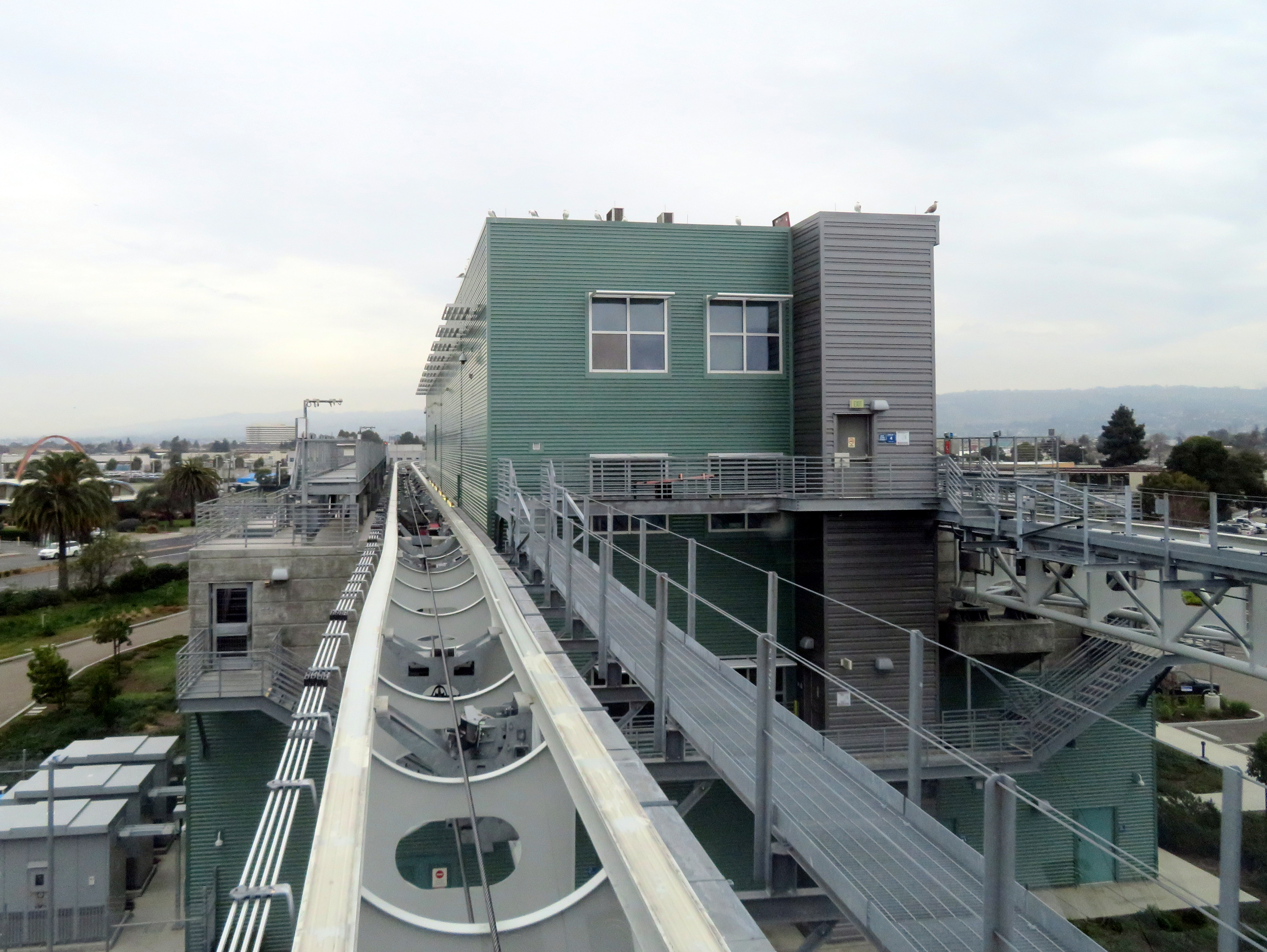
De werkplaats halverwege
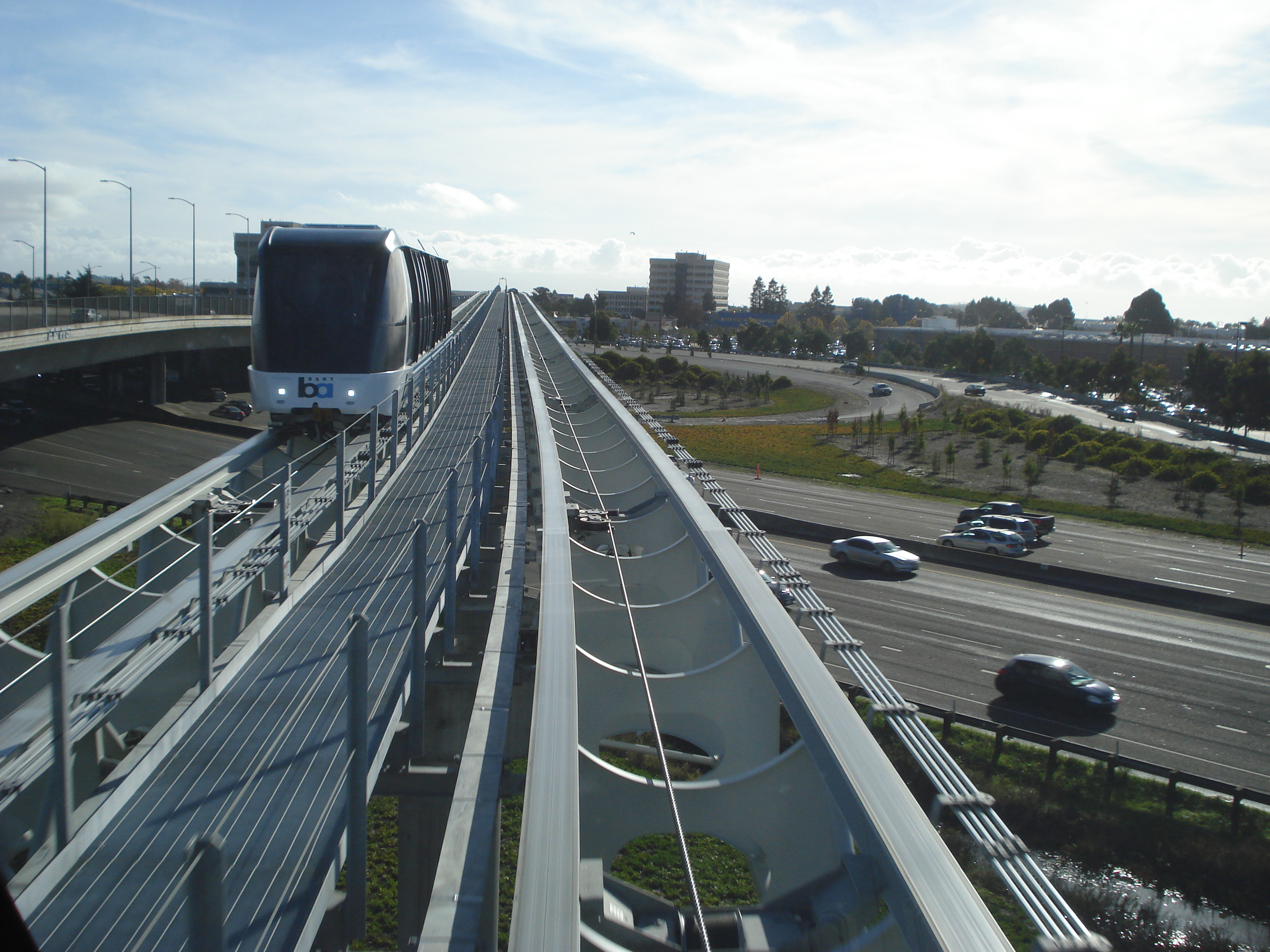
BART to Oakland International Airport People Mover-rit

## Stations
| Station          | Lijnen | Foto * | Type           | Geopend           | Ligging                         | County  |
| ---------------- | ------ | ------ | -------------- | ----------------- | ------------------------------- | ------- |
| OAK Airport      |        | 1500 ! | viaductstation | 22 november 2014  | 37° 42′ 48″ NB, 122° 12′ 44″ WL | Alameda |
| Oakland Coliseum | 1012 ! | 1270 ! | viaductstation | 11 september 1972 | 37° 45′ 13″ NB, 122° 11′ 49″ WL | Alameda |

* De sorteerwaarde van de foto is de ligging langs de lijn
De bouw van de lijn begon in 2010 en voor de opening van de lijn in 2014 verbonden AirBART-shuttlebussen het Coliseum/Oakland Airport-station met de internationale luchthaven van Oakland. 
De lijn is, in tegenstelling van de andere BART-lijnen, geen normale metrotrein op een conventionele spoorlijn, maar een automatisch bestuurde kabeltram voor personenvervoer. De BART to OAK is wel volledig geïntegreerd in het ticket- en betaalsysteem van BART.